# Alfred Reinhold Böttcher
Alfred Reinhold Böttcher (* 27. März 1903 in Prenzlau; † 21. August 1972 bei Pruchten) war ein deutscher Schriftsteller, Kinderbuchautor und Drehbuchautor.

## Leben und Werk
Böttcher war Sohn eines Postassistenten. Nach der kaufmännischen Lehre bei einem Musikverlag war er als Puppenspieler tätig. Bis 1933 studierte Böttcher Medizin und arbeitete anschließend als Werbefachmann, bis er zum Kriegsdienst eingezogen wurde. Seine erste größere Veröffentlichung Sprung ins Kattegatt erschien 1941. Seit 1946 arbeitete er als freiberuflicher Erzähler und Filmautor.
Böttcher schrieb Kinder- und Jugendbücher sowie Erzählungen. Nach Hansgeorg Meyer war er ein Vertreter der belletristischen Linie der DDR-Jugendliteratur. Sein Buch Betragen 4 beschreibt einen neunjährigen Schüler der dritten Klasse. Er gilt als unordentlich, undiszipliniert und frech, ist aber intelligent und erbringt fachlich gute Leistungen. Mit Hilfe seiner Lehrerin und anderer Erwachsener bekommt er als Außenseiter mehr Verständnis und die Klasse wird zu einem „vorbildlichen Kollektiv“.
Alfred Reinhold Böttcher starb im August 1972 bei einem Unfall an der Ostsee.

## Werke (Auswahl)
- Sprung ins Kattegatt (Erzählung). München 1941.
- Mensch ohne Maske. Suhrkamp, Berlin 1948. Kupfergraben-Verlag, Berlin 1991.
- Mütterliche Passion (Kurzgeschichte). In: Tausend Gramm. Ein deutsches Bekenntnis in dreißig Geschichten aus dem Jahr 1949. Rowohlt Verlag 1949. Überarbeitete und erweiterte Neuausgabe, Rowohlt, Reinbek 1989. ISBN 3-499-12611-7.
- Die Bulleninspektion. Komödie für Laienspielgruppen. Henschel und Sohn, Berlin 1949.
- Strandhafer (Erzählung). Halle an der Saale 1960.
- Der Turm an der Grenze. Kinderbuchverlag, Berlin 1963.
- Betragen 4. Kinderbuchverlag, Berlin 1968. Russisch: Povedenie dvojka. Detskaja Literatura, Moskau 1973.
- Die Affensache. Kinderbuchverlag, Berlin 1971.

Drehbücher
- Die blauen Schwerter. Spielfilm, DEFA 1949.
- Robert Mayer – Der Arzt aus Heilbronn. Dokudrama, DEFA 1955.